# 吉扎克州
吉扎克州（烏茲別克語：Jizzax viloyati）是烏茲別克十二個州份之一。它涵蓋20,500平方公里，有人口910,500。吉扎克州州下轄11個縣，首府設於吉扎克市。

## 地理位置
吉扎克州州位於烏茲別克中部。它與以下州份或國家相連（從北開始逆時針）：哈薩克、撒馬爾罕州、塔吉克、錫爾河州。公路全長2,500公里。